# Peperomia ledermannii
Peperomia ledermannii är en pepparväxtart som beskrevs av C. Dc.. Peperomia ledermannii ingår i släktet peperomior, och familjen pepparväxter. Inga underarter finns listade i Catalogue of Life.